# Ито-гибриды
Ито-гибриды, или Ито-пионы (Itoh Hybrid Group, или Itoh Group, или Itoh hybrids, или Intersectional Hybrids, или I-Hybrids) — группа сортов, созданных путём скрещивания древовидных и травянистых пионов.
Одной из целей селекционеров, занимающихся травянистыми пионами, было создание растений с жёлтыми цветками. Впервые такие растения были получены в 1948 году японским ученым и селекционером Тоичи Ито (Toichi Itoh). Материнским растением был сорт травянистого пиона молочноцветкового 'Kakoden', а отцовским — сорт древовидного пиона 'Kinko' ('Alice Harding') с жёлтыми цветками. В результате 1200 скрещиваний удалось получить 6 растений с жёлтой окраской. Растения полноценно зацвели уже после смерти Тоичи Ито. Работу завершили его вдова и помощник. Луи Смирнов, русский эмигрант, владелец питомника в США, в 1967 году приобрел эти новинки у вдовы Ито и в 1974 году зарегистрировал 4 желтых сорта в Регистре Американского общества пионов (APS) в разделе травянистых пионов: 'Yellow Dream', 'Yellow Crown', 'Yellow Emperor' и 'Yellow Heaven' под авторством Ито-Смирнов. По правилам первое имя принадлежит селекционеру, а второе — владельцу прав. По имени автора их называли Ито-пионами. Позднее в Регистре выделили отдельную секцию: Intersectional Hybrids — «Межсекционные гибриды», подразумевая их происхождение от пионов из разных ботанических секций: древовидной и травянистой. В итоге к этой группе сортов применяют оба названия: Itoh hybrids и Intersectional Hybrids. Позже работы по межсекционной гибридизации были продолжены. Обычно используется комбинация с материнскими травянистыми пионами и отцовскими древовидными — жёлтым (Paeonia lutea) и древовидным (Paeonia × suffruticosa).

## Биологическое описание
Многолетние травянистые растения. Внешне Ито-пионы проявляют признаки травянистых и древовидных пионов. Кусты широко раскидистые, разрастающиеся в стороны, плотно облиственные, высота кустов 50—90 см, с ежегодно полностью (или большей частью) отмирающими наземными побегами. Стебли часто отклоняющиеся или изгибающиеся.
Листья, сходные с листьями древовидных пионов, осенью не увядают до наступления сильных заморозков.
Корни одревесневающие, развиваются в стороны и более поверхностные, чем у травянистых пионов.
Бутоны по форме напоминают плоды каштана и часто окрашены в бурый цвет. Цветки по форме и окраске сходны с древовидными, с пятнами в центре, часто душистые. В срезке более стойкие, чем у древовидных пионов.
Сроки цветения — от ранних до поздних. У сортов, полученных от пиона древовидного, оно проходит в более ранние сроки, от пиона жёлтого — в средние и близкие к поздним. Цветение у многих сортов относительно продолжительное, до двух-трех недель, благодаря постепенному роспуску верхушечных бутонов и последующему цветению боковых бутонов.
Унаследованные признаки травянистых пионов: ежегодно отмирающая наземная  часть растения; цветение на  верхушках  однолетних  побегов, отрастающих из-под земли весной.
Унаследованные признаки древовидных пионов: внешний  вид  цветков, их строение,  окраска, чаще с контрастными пятнами в центре; кусты  и листва по внешнему виду напоминают древовидные; строение подземной части — почки  возобновления, образующиеся на стеблях и в пазухах листьев, одревесневшие корни по твердости и форме ближе к  древовидным.
У Ито-гибридов отмечается неустойчивость формы и окраски цветков в  зависимости от возраста растения, условий окружающей среды и нестабильность наследственных признаков.

## Агротехника
Выбор места для посадки не имеет существенных отличий от условий, необходимых для пионов травянистых. Не следует сажать пионы: в корневой зоне больших деревьев и кустарников, вблизи строений, в зонах, где пионы попадут под сток воды с крыши; в низинах, затопляемых надолго весной талыми водами или летом в период сильных дождей; в тенистых местах сада.
Оптимальное время для посадки — начиная с конца августа и в течение сентября. Последний срок — конец октября. Главное при посадке, чтобы почва не была промерзшей и пионы успели укорениться до наступления устойчивых заморозков. Посадочная яма: глубина 60—80 см, ширина от 80×80 до 100×100 см. Грунт нейтральный и слабощелочной (pH 6,5—7,5). Почки при посадке должны располагаться не глубже 3—5 см от уровня почвы. Если почки выстроились "этажами", рекомендуется положить корень набок. Ито-гибрид сам способен заглубить свои почки на глубину 25—30 см, они спокойно оттуда прорастают. Осенью не раньше конца вегетации (в зависимости от погоды середина-конец ноября) в сухую погоду стебли пиона срезают до уровня почвы, даже если приходится удалять часть почек, которые у ИТО-гибридов, как и у их родителя древовидного пиона, располагаются на стеблях.

## Некоторые сорта
- 'Bartzella'